# Yuanding
L'ère Yuanding, ou Yuan-ting (116-111 av. J.-C.) (chinois traditionnel et simplifié : 元鼎 ; pinyin : Yuánshòu ; litt. « Premier chaudron ») est la cinquième ère chinoise de l'empereur Wudi de la dynastie Han.
L'ère Yuanding est la première ère chinoise qui ne fut pas proclamée de façon rétroactive par l'empereur Wudi. Son nom vient d'un chaudron précieux qui aurait été découvert lors de sa quatrième année (113 av. J.-C.) ; ce qui aurait poussé Wudi à ouvrir une nouvelle ère. C'est à cette occasion qu'il divisa également les 24 années déjà écoulées de son règne en quatre ères (Jianyuan, Yuanguang, Yuanshuo et Yuanshou), instaurant ainsi le système d'ère.

## Chronique

### 2eannée(115 av. J.-C.)
- Sang Hongyang devient ministre de l'Agriculture et fait appliquer la loi d'égalité.
- Mort de Zhao Yingqi, le souverain du royaume de Nanyue. Son fils Zhao Xing lui succède.

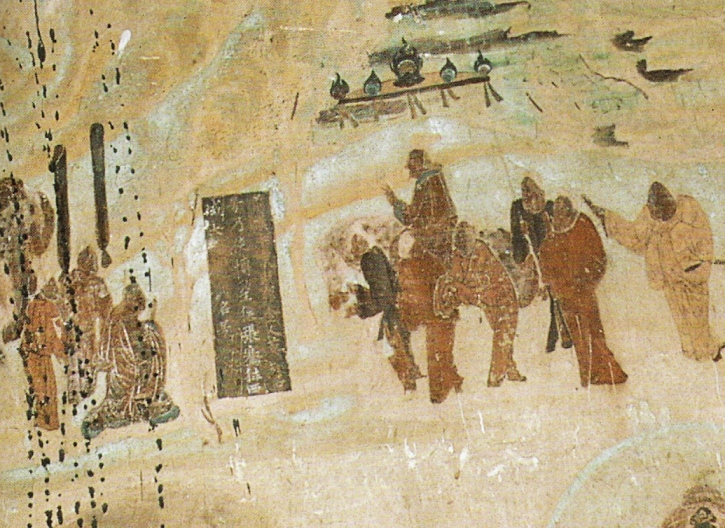
Zhang Qian prenant congé de l'empereur Wudi avant de partir pour l'Asie centrale, peinture murale des grottes de Mogao, dynastie Tang, VIIIe s.

### 3eannée(114 av. J.-C.)
- Mort de Liu Shun, prince de Changshan.
- Mort du diplomate et explorateur Zhang Qian, pionnier de la route de la soie.

### 4eannée(113 av. J.-C.)
- Mort de Liu Sheng, prince de Zhongshan.
- L'empereur Wudi envoie au Nanyue Anguo Shaoji, l'amant de la reine Jiu de Nanyue, avec pour mission de convaincre Zhao Xing de réunir le Nanyue à l'empire.

### 5eannée(112 av. J.-C.)
- Au Nanyue, le Premier ministre Lü Jia organise une rébellion et fait assassiner le roi Zhao Xing. Son frère aîné Zhao Jiande prend le pouvoir. L'empereur Wudi envoie Luo Bode et Yang Pu avec 100 000 hommes pour mater la rébellion.
- Mort de la reine Jiu du Nanyue et d'Anguo Shaoji.

### 6eannée(111 av. J.-C.)
- les armées de Wudi marchent sur Canton. Zhao Jiande et son Premier ministre Lü Jia sont exécutés, mettant fin à la dynastie Nanyue. Le Nanyue et les autres régions dirigés par les Han sont divisés en neuf régions : Nanhai, Cangwu, Yulin, Hepu, Jiaozhi, Jiuzhen, Rinan, Zhuyai et Daner.

| Yuanding               | 1re année     | 2e année      | 3e année      | 4e année      | 5e année      | 6e année      |
| ---------------------- | ------------- | ------------- | ------------- | ------------- | ------------- | ------------- |
| Calendrier julien      | 116 av. J.-C. | 115 av. J.-C. | 114 av. J.-C. | 113 av. J.-C. | 112 av. J.-C. | 111 av. J.-C. |
| Calendrier sexagésimal | Yichou        | Bingyin       | Dingmao       | Wuchen        | Jisi          | Gengwu        |